# 開写像と閉写像
位相空間論において、開写像 (open map) は2つの位相空間の間の開集合を開集合に写す関数である。つまり、関数 f : X → Y が開であるとは、X の任意の開集合 U に対して、像 f(U) が Y において開であるということである。同様に、閉写像 (closed map) は閉集合を閉集合に写す関数である。
閉写像の概念を閉作用素の概念と混同してはいけない。さらに、開写像が閉写像であるとは限らないし、閉写像が開写像であるとも限らない。
開写像も閉写像も連続であるとは限らない。それらの定義はより自然に見えるが、開写像や閉写像は連続写像よりはるかに重要でない。定義によって関数 f : X → Y が連続であるとは Y のすべての開集合の原像が X において開であるということであることを思い出そう。（同じことであるが、Y のすべての閉集合の原像が X において閉であるということである。）

## 例
すべての同相写像は開、閉、連続である。実際、全単射な連続写像に対する条件「同相写像である」、「開写像である」、「閉写像である」は互いに同値である。
Y が離散位相を持っていれば（すなわちすべての部分集合が開かつ閉であれば）すべての関数 f : X → Y は開写像かつ閉写像である（が連続であるとは限らない）。例えば、R から Z への床関数は開かつ閉だが、連続でない。この例は連結空間の開あるいは閉写像による像が連結であるとは限らないことを示している。
位相空間の積 X=ΠXi があるときにはいつでも、自然な射影 pi : X → Xi は開である（連続でもある）。
ファイバー束の射影と被覆写像は積の局所的に自然な射影であるから、これらもまた開写像である。射影はしかしながら閉であるとは限らない。例えば第一成分への射影 p1 : R2 → R を考えよ。A = {(x,1/x) : x≠0} は R2 において閉だが、p1(A) = R − {0} は閉でない。しかしながら、コンパクトな Y に対して、射影 X × Y → X は閉である。これは本質的に tube lemma である。
単位円上のすべての点に、正の x-軸の、原点とその点を結ぶ半直線との角度を割り当てることができる。単位円から半開区間 [0, 2π) へのこの関数は全単射、開、閉だが、連続でない。これはコンパクト空間の開あるいは閉写像による像がコンパクトとは限らないことを示している。これを単位円から実数への関数と考えれば開でも閉でもないということにも注意しよう。終域を指定することは本質的である。
f(x) = x2 で定まる関数 f : R → R は連続かつ閉だが開でない。

## 性質
関数 f : X → Y が開であることとすべての x ∈ X と x のすべての（いくらでも小さい）近傍 U に対して f(x) のある近傍 V が存在して V ⊂ f(U) であることは同値である。
X の基底について開かどうかを調べれば十分である。つまり、関数 f : X → Y が開であることと f が基本開集合を開集合に写すことは同値である。
開写像と閉写像は開核作用素と閉包作用素によって特徴づけることもできる。f : X → Y を関数とする。このとき
- f が開であることとすべての A ⊆ X に対して f(A°) ⊆ f(A)° であることは同値である
- f が閉であることとすべての A ⊆ X に対して f(A)− ⊂ f(A−) であることは同値である

2つの開写像の合成はまた開である。2つの閉写像の合成はまた閉である。
2つの開写像の積は開であるが、2つの閉写像の積は閉とは限らない。
全単射な写像が開であることと閉であることは同値である。全単射連続写像の逆写像は全単射開/閉写像である (and vice-versa)。
全射開写像は閉写像であるとは限らず、同様に全射閉写像は開写像であるとは限らない。
f : X → Y を開または閉な連続写像とする。このとき
- f が全射であれば商写像であり、
- f が単射であれば位相的埋め込みであり、
- f が全単射であれば同相写像である。

最初の 2 つのケースでは、開あるいは閉であることは結果が従うための十分条件に過ぎない。3 つ目のケースでは必要条件でもある。

## 開および閉写像の定理
いつ写像が開あるいは閉であるかを決定するための条件を持っていることは有用である。以下はこれらのラインに沿ったいくつかの結果である。
閉写像補題 (closed map lemma) は次のように述べている。コンパクト空間 X からハウスドルフ空間 Y へのすべての連続関数 f : X → Y は閉かつ 固有写像 （すなわちコンパクト集合の逆像はコンパクトである）である。この結果の変種は次のように述べている。局所コンパクトハウスドルフ空間の間の連続関数が proper であれば閉でもある。
関数解析において、開写像定理は次のように述べている。バナッハ空間の間のすべての全射連続線型作用素は開写像である。
複素解析において、同じ名前の開写像定理は次のように述べている。複素平面の連結開部分集合上定義されたすべての非定数正則関数は開写像である。
定義域の不変性定理は次のように述べている。2 つの n-次元位相多様体の間の連続かつ局所単射関数は開でなければならない。